# Lista över fornlämningar i Ljungby kommun
Lista över fornlämningar i Ljungby kommun är en förteckning av ett urval av de fornlämningar som finns i Ljungby kommun.

## Agunnaryd
Se Lista över fornlämningar i Ljungby kommun (Agunnaryd)

## Angelstad
Se Lista över fornlämningar i Ljungby kommun (Angelstad)

## Annerstad
Se Lista över fornlämningar i Ljungby kommun (Annerstad)

## Berga
Se Lista över fornlämningar i Ljungby kommun (Berga)

## Bolmsö
Se Lista över fornlämningar i Ljungby kommun (Bolmsö)

## Dörarp
Se Lista över fornlämningar i Ljungby kommun (Dörarp)

## Hamneda
Se Lista över fornlämningar i Ljungby kommun (Hamneda)

## Kånna
Se Lista över fornlämningar i Ljungby kommun (Kånna)

## Lidhult
Se Lista över fornlämningar i Ljungby kommun (Lidhult)

## Ljungby
Se Lista över fornlämningar i Ljungby kommun (Ljungby)

## Nöttja
Se Lista över fornlämningar i Ljungby kommun (Nöttja)

## Odensjö
Se Lista över fornlämningar i Ljungby kommun (Odensjö)

## Ryssby
Se Lista över fornlämningar i Ljungby kommun (Ryssby)

## Södra Ljunga
Se Lista över fornlämningar i Ljungby kommun (Södra Ljunga)

## Tannåker
Se Lista över fornlämningar i Ljungby kommun (Tannåker)

## Torpa
Se Lista över fornlämningar i Ljungby kommun (Torpa)

## Tutaryd
Se Lista över fornlämningar i Ljungby kommun (Tutaryd)

## Vittaryd
Se Lista över fornlämningar i Ljungby kommun (Vittaryd)

## Vrå
| Namn     | Lämningstyp                 | Tillkomsttid | Historisk indelning | Plats | Läge                 | ID-nr          | Bild                                 |
| -------- | --------------------------- | ------------ | ------------------- | ----- | -------------------- | -------------- | ------------------------------------ |
| Vrå 16:1 | Grav markerad av sten/block |              | Vrå, Småland        |       | 56.762112, 13.390708 | 10077000160001 | Ladda upp en bild av detta fornminne |
| Vrå 16:2 | Grav markerad av sten/block |              | Vrå, Småland        |       | 56.762049, 13.390528 | 10077000160002 | Ladda upp en bild av detta fornminne |
| Vrå 35:1 | Stenkrets                   |              | Vrå, Småland        |       | 56.761721, 13.387914 | 10077000350001 | Ladda upp en bild av detta fornminne |
| Vrå 44:1 | Borg                        |              | Vrå, Småland        |       | 56.728127, 13.512788 | 10077000440001 | Ladda upp en bild av detta fornminne |